# 亞齊海嘯博物館
亞齊海嘯博物館是印尼班達亞齊的一座博物館，宗旨為紀念2004年的南亞大海嘯，同時也作為教育中心與海嘯避難所，於2009年2月成立。

## 歷史
2004年發生的南亞大海嘯造成印尼近20萬人喪生，對班達亞齊造成嚴重破壞。印尼政府早在2005年就提出在此籌建一座海嘯紀念館的構想，預計耗資740萬美元，但博物館建設期間即引發一定爭議，批評者認為資金應優先用於幫助海嘯的倖存者重建生活，也有當地人認為政府未充分諮詢亞齊人對此博物館興築的意見。
博物館於2009年開館，當時一度因資金缺乏而難以運營，且館內陳設尚不齊全，經數次閉館整修後才完全完工。

## 設計

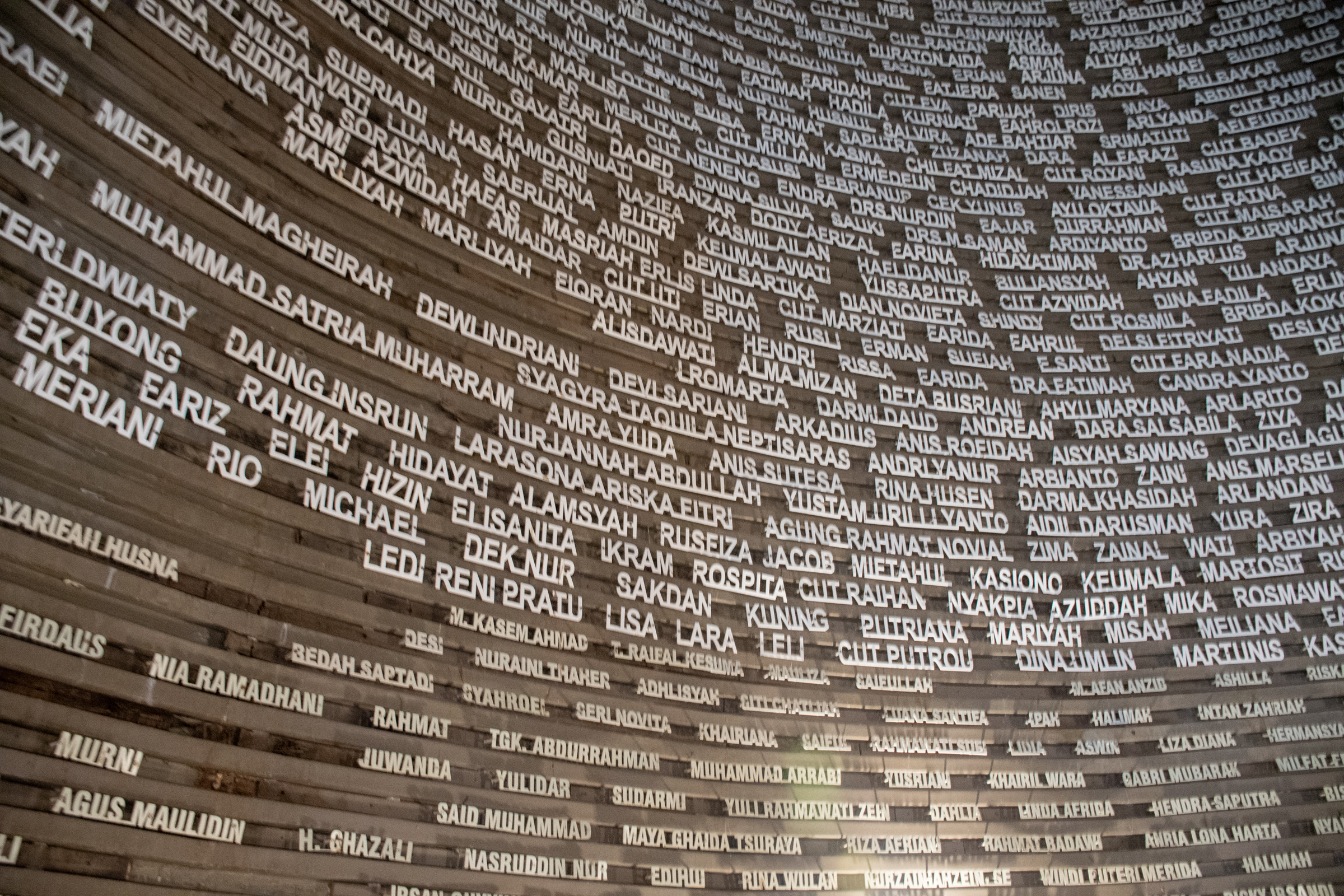
博物館內牆上刻有南亞大海嘯的罹難者與部分倖存者的姓名

亞齊海嘯博物館是由印尼建築師里德万·卡米勒（後來曾擔任西爪哇省省長）設計，佔地約2500平方公尺，共有4層樓，弧狀的外牆有幾何圖案裝飾；一樓為仿傳統亞齊房屋、有利在海嘯中生存的高挑式設計，屋頂外觀也狀似海嘯時的波浪。訪客參觀時會走過一條在兩面水牆之間的狹窄走道「海嘯巷」，感受海嘯發生時的聲響與人們的驚恐。博物館前方即展示了在海嘯當天被破壞的卡車，館內展示2004年南亞大海嘯的電子模擬，以及罹難者和倖存者的相片與影片、被破壞的器物等藏品，以呈現他們經歷的故事，牆上則展示了許多亞齊人跳傳統莎曼舞的相片，為他們信仰與堅毅的象徵。另外還有一房間的內牆上刻有南亞大海嘯罹難者與部分倖存者的姓名。
亞齊海嘯博物館位於班達亞齊市區，為該市重要的觀光景點，2018年有印尼國內組織統計的數據顯示其為印尼參觀人次最多的博物館。除作為海嘯紀念館，此博物館也被用作教育中心和海嘯避難所，館內有一供居民在海嘯中避難的制高點。
有研究將亞齊海嘯博物館列為黑暗觀光景點。

## 圖集

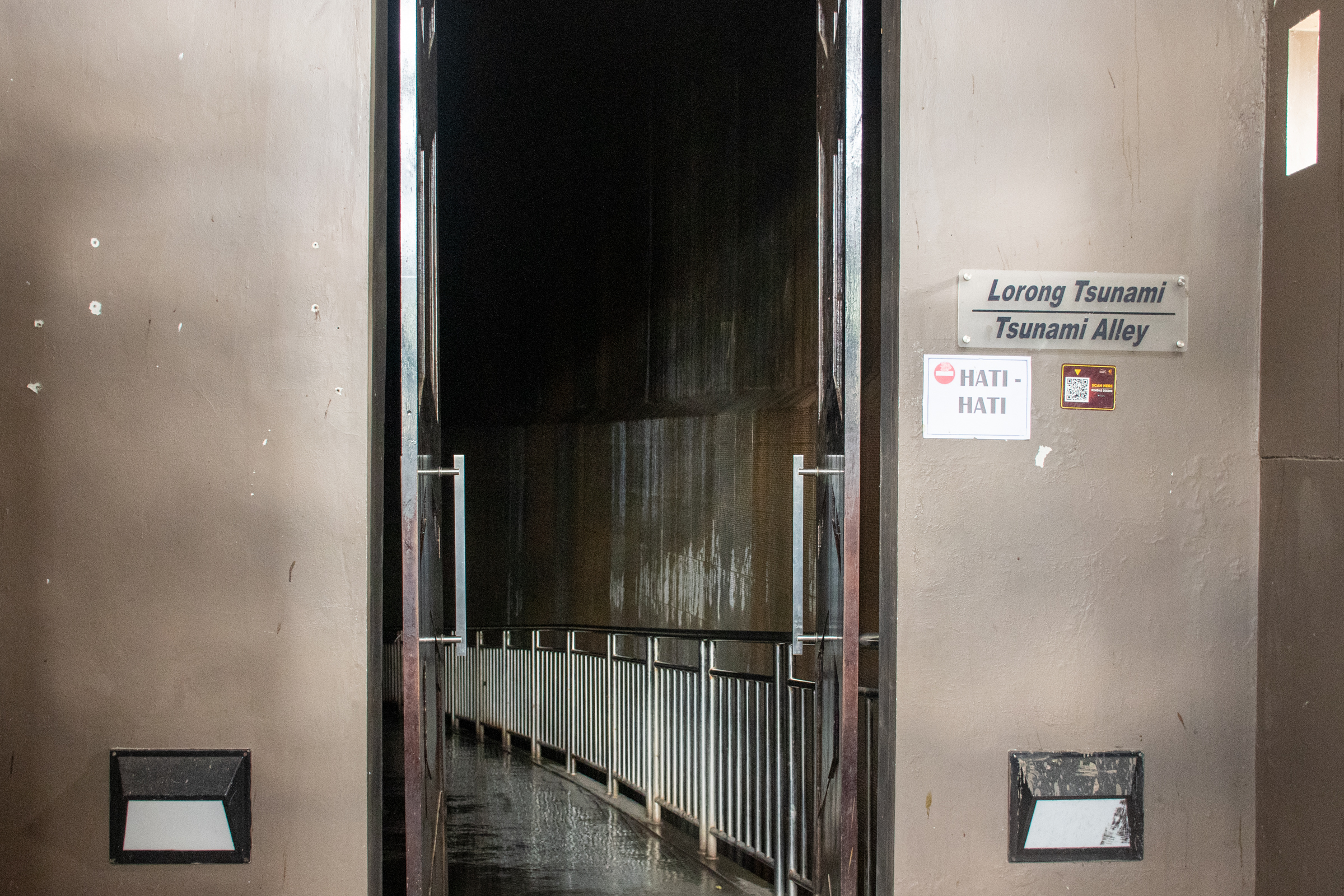
體驗海嘯氛圍的狹窄走道
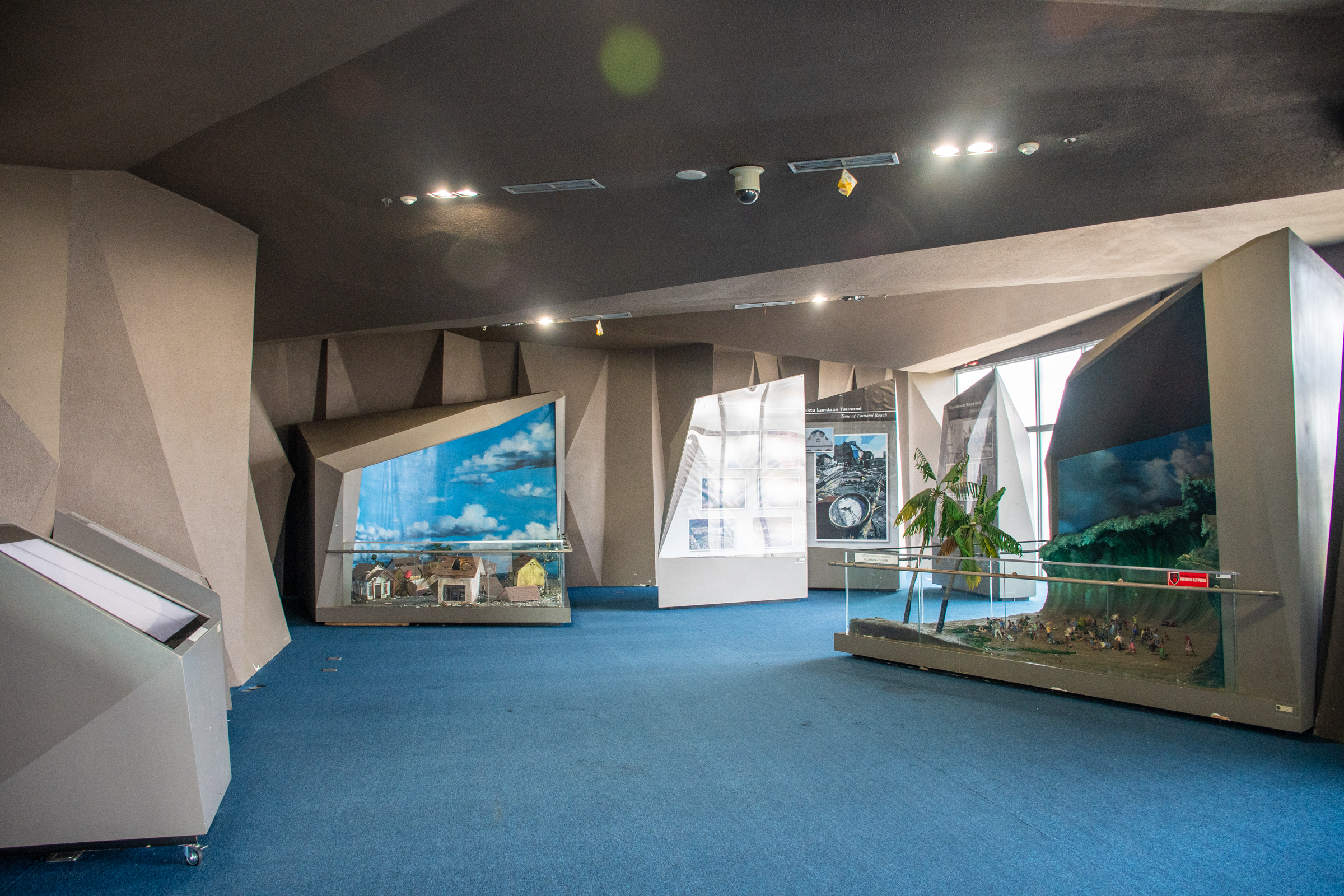
館內展區
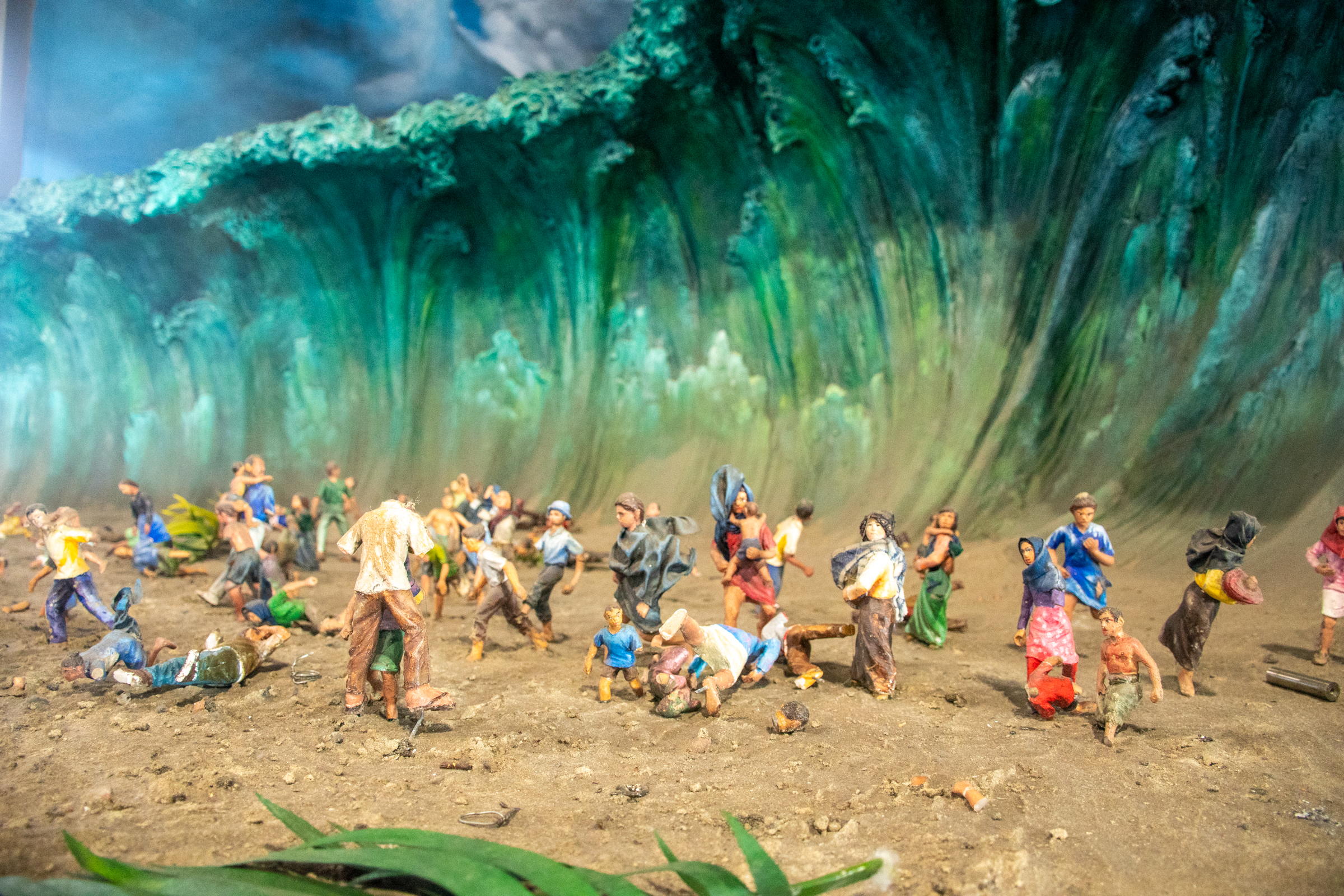
海嘯模擬模型
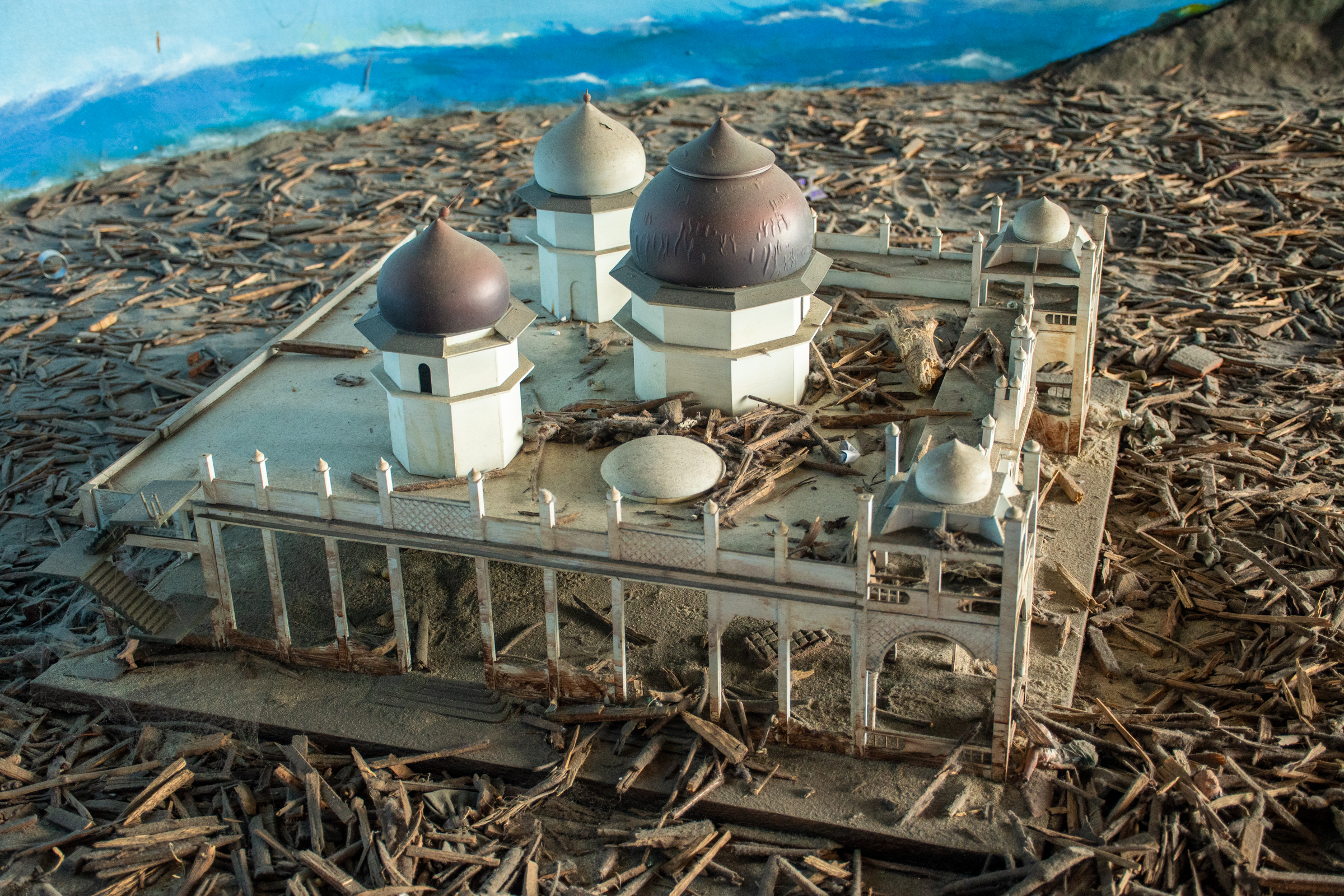
海嘯模擬模型
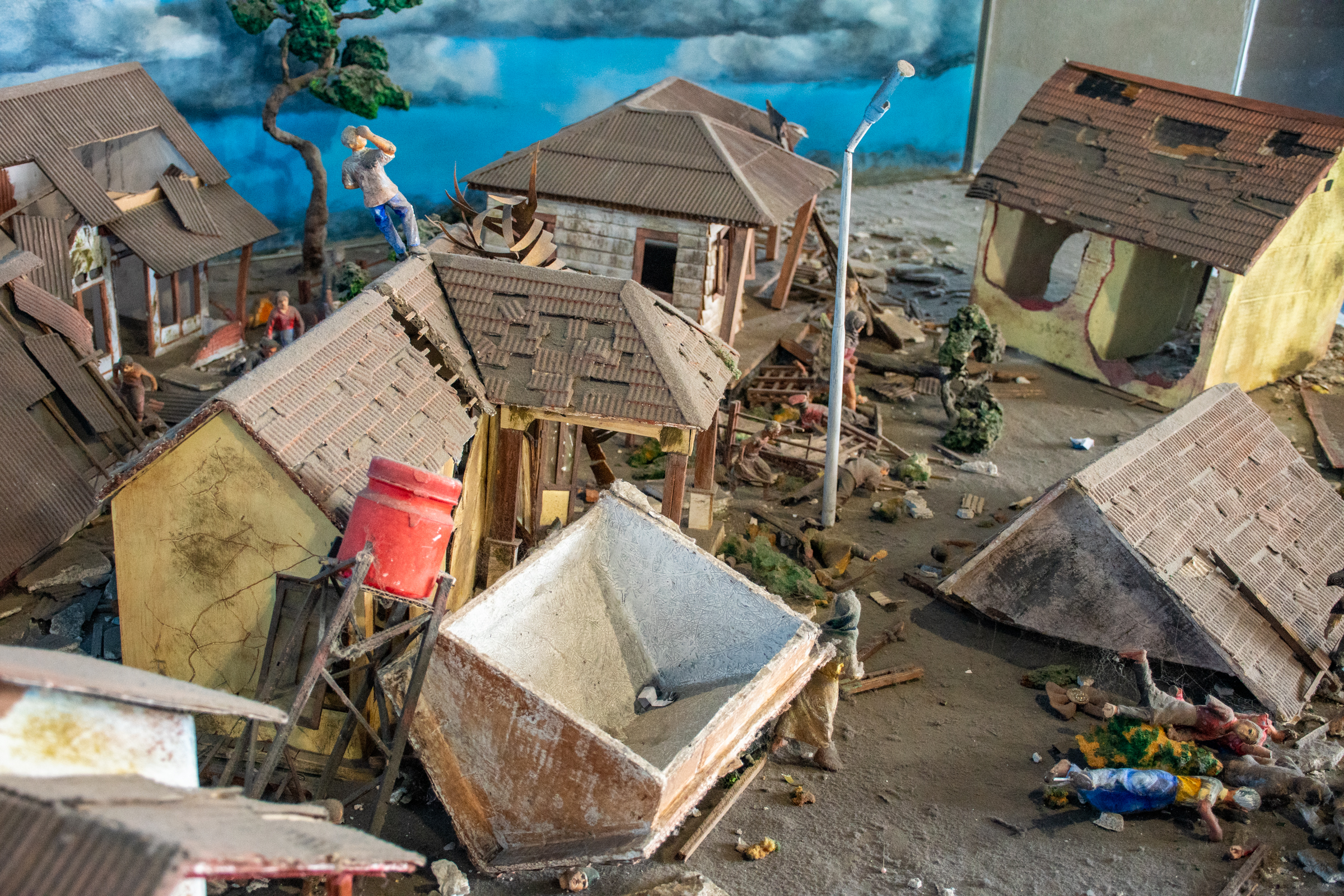
海嘯模擬模型
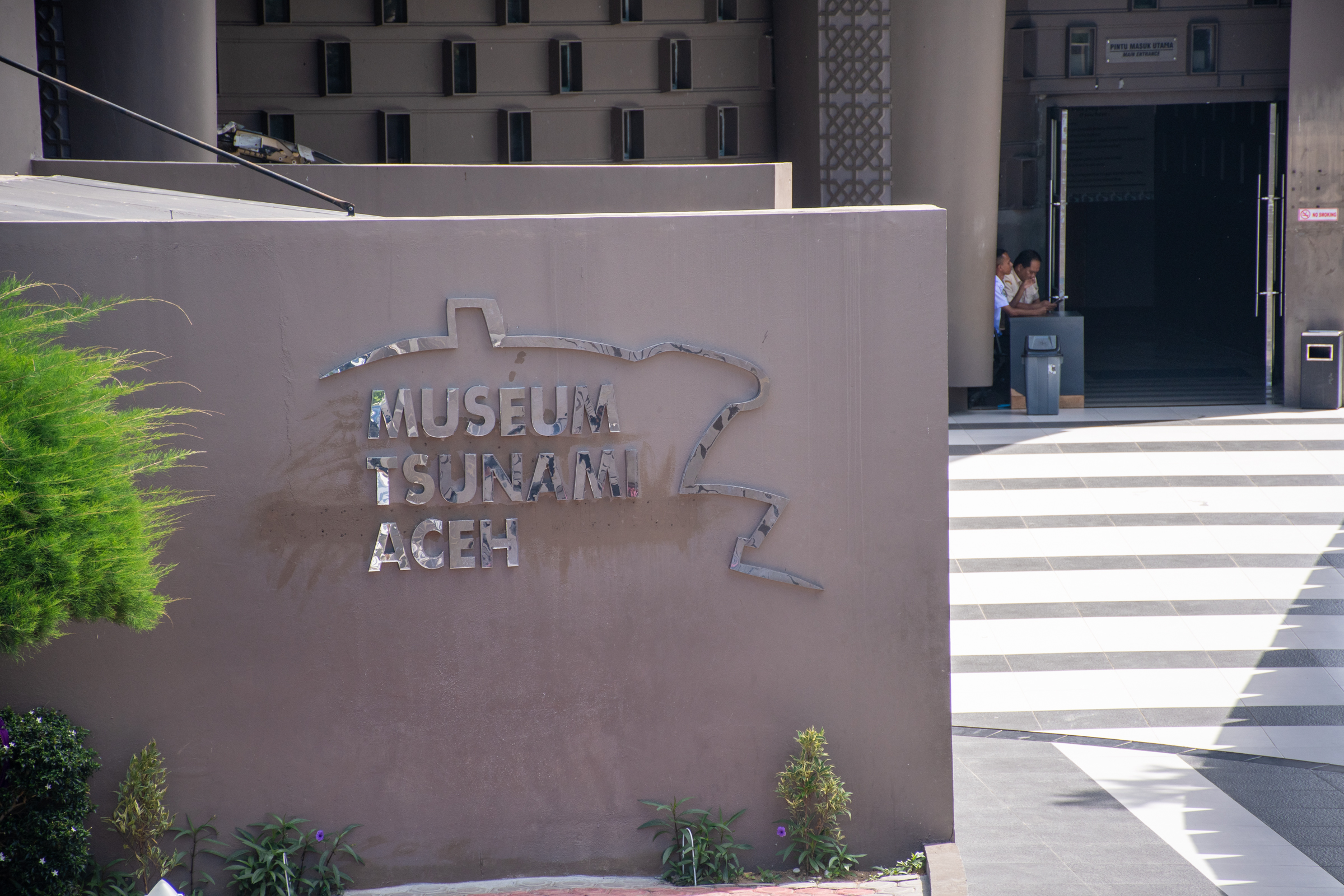
博物館外部標誌